# Balthasar Eggenberger
Balthasar Eggenberger fue un empresario austriaco durante los primeros días del mercantilismo. Fue maestro de la casa de la moneda imperial de Graz en el ducado de Estiria y financista de Federico III, emperador del Sacro Imperio Romano Germánico. Era un hombre de perfil similar al canciller borgoñón Nicolas Rolin, el comerciante francés Jacques Coeur y los Medici de Italia, cuya astucia, ambición y habilidades les permitieron avanzar en las filas de la nobleza desde una mera ascendencia común en finales de la Edad Media y principios de la era moderna. Sus actividades sentaron una piedra fundamental para la ascensión de la Casa de Eggenberg.

## Biografía
Su fecha exacta de nacimiento de se ha perdido, pero se sabe que era hijo de Ulrich Eggenberger y nacido en algún momento entre principios y mediados del siglo XV. Como la mayoría de los hombres exitosos de la época, mostró el carácter contrario de ser, por un lado, un comerciante ambicioso y sin escrúpulos, mientras que por el otro, era extremadamente piadoso. En 1451, para ayudar a asegurar la salvación de su alma inmortal, estableció el Eckennperger Stift, un hospital para pobres al que posteriormente financió la adición de una pequeña Capilla de Todos los Santos y una cripta familiar. Fue un astuto hombre de negocios que sentó las bases para la ascensión desde la casa de un comerciante a una casa noble gracias a su amistad con el rey Matías Corvino de Hungría. Aunque Corvino era un archirrival de Federico III, emperador del Sacro Imperio Romano Germánico, Baltasar también triunfó en la corte del emperador como su principal financista y maestro de la casa de la moneda imperial. En 1460 compró un terreno en las afueras occidentales de la ciudad de Graz y estableció allí la residencia familiar con el negocio de la acuñación, además de dedicar una capilla gótica a la Virgen María que fue reconocida en una indulgencia papal fechada el 30 de mayo de 1470. Pero, como Jacques Coeur, la caída del poder de Eggenberger cuando perdió el favor del emperador fue tan dramática como lo había sido su ascenso a través de su amistad con Matthias Corvinus.

### Origen del escudo de armas de Eggenberg
Las primeras referencias conocidas a un escudo de armas de la Casa de Eggenberg se remontan a 1479. El mismo consta de un escudo con tres cuervos coronados que llevan una corona en el pico. Se cree que los cuervos se incluyeron como una referencia al rey de Hungría, Matthias Corvinus, cuyo apellido en latín se traduce como "cuervo" y que probablemente le otorgó al comerciante el ya noble escudo de armas. Aparece en varios sitios de Europa central que alguna vez estuvieron en posesión de los Eggenberg. También se incluyó en la lápida de Balthasar, contrariamente a todas las convenciones de la época para aquellos que no nacieron en la nobleza. Esta lápida se puede ver hoy en la capilla gótica dedicada a la Virgen María en el corazón de Schloss Eggenberg junto al retablo de Eggenberger de más de 500 años que Balthasar encargó para su capilla privada.

### Vínculos con el emperador
En la década de 1450 Balthasar se convirtió en el financista de Federico III y finalmente estableció el negocio familiar de acuñar en algún lugar a lo largo de Sackstraße en Graz. El emperador le cedió la tierra y, en 1460, había establecido la residencia familiar en el "Castrum Eckenperg" en las afueras occidentales de Graz. Como empresario privado que alquilaba al emperador el negocio de acuñar la moneda imperial, obtenía ganancias solo si el valor de las monedas como tal era mayor que el costo de producción. Cuando el emperador aumentaba los impuestos, precios o costos del arrendamiento, se reducían las ganancias de Eggenberger. Por lo tanto, alrededor de 1459, como un hombre de negocios orientado a las ganancias en los días del protocapitalismo, redujo la cantidad de plata en las monedas a un nivel tan bajo que las monedas se volvieron casi inútiles; Mientras tanto, Eggenberger logró amasar una gran fortuna privada. La gente empezó a llamar " Schinderling " a las monedas sin valor y los agricultores ya no las aceptaban como moneda. Esto precipitó un colapso financiero y obligó al emperador a intentar apoderarse de Eggenberger, quien se había enterado de la orden y huyó con grandes sumas de dinero a Venecia a principios de 1460. Sin embargo, Eggenberger y el emperador llegaron a algún tipo de arreglo, cuyos detalles exactos se han perdido en la historia, y en mayo de 1460 regresó a su residencia familiar en Graz. Una vez más asumió las operaciones como maestro de la casa de la moneda del emperador. Sin embargo, no pudo mantenerse dentro de su buena disposición por razones que siguen siendo un misterio y murió en las mazmorras de Schlossberg en 1493.

## Residencia de Balthasar Eggenberger
La residencia medieval de Balthasar Eggenberger pasó a convertirse en el núcleo del palacio del siglo XVII, Schloss Eggenberg, construido por el bisnieto de Eggenberger, Hans Ulrich von Eggenberg. Las antiguas salas de Balthasar ahora albergan adecuadamente las colecciones numismáticas del Styrian Universalmuseum Joanneum, que opera el Palacio Eggenberg como parque y museo.